# Азика
Азика — река в России, протекает по Кингисеппскому району Ленинградской области. Устье реки находится в 77 км по правому берегу реки Луга. Длина реки составляет 17 км, площадь водосборного бассейна — 68,4 км².

## Данные водного реестра
По данным государственного водного реестра России относится к Балтийскому бассейновому округу, водохозяйственный участок реки — Луга от в/п Толмачево до устья. Относится к речному бассейну реки Нарва (российская часть бассейна).
Код объекта в государственном водном реестре — 01030000612102000026572.

## Речная фауна
На реке встречаются поселения речного бобра, водится ручьевая форель, хариус. По оценке специалистов ГосНИОРХ реальная плотность распределения молоди кумжи составляет 0,05 экземпляров на м² поверхности, что в 10 раз ниже потенциальной.